# Gorzyczki (województwo wielkopolskie)

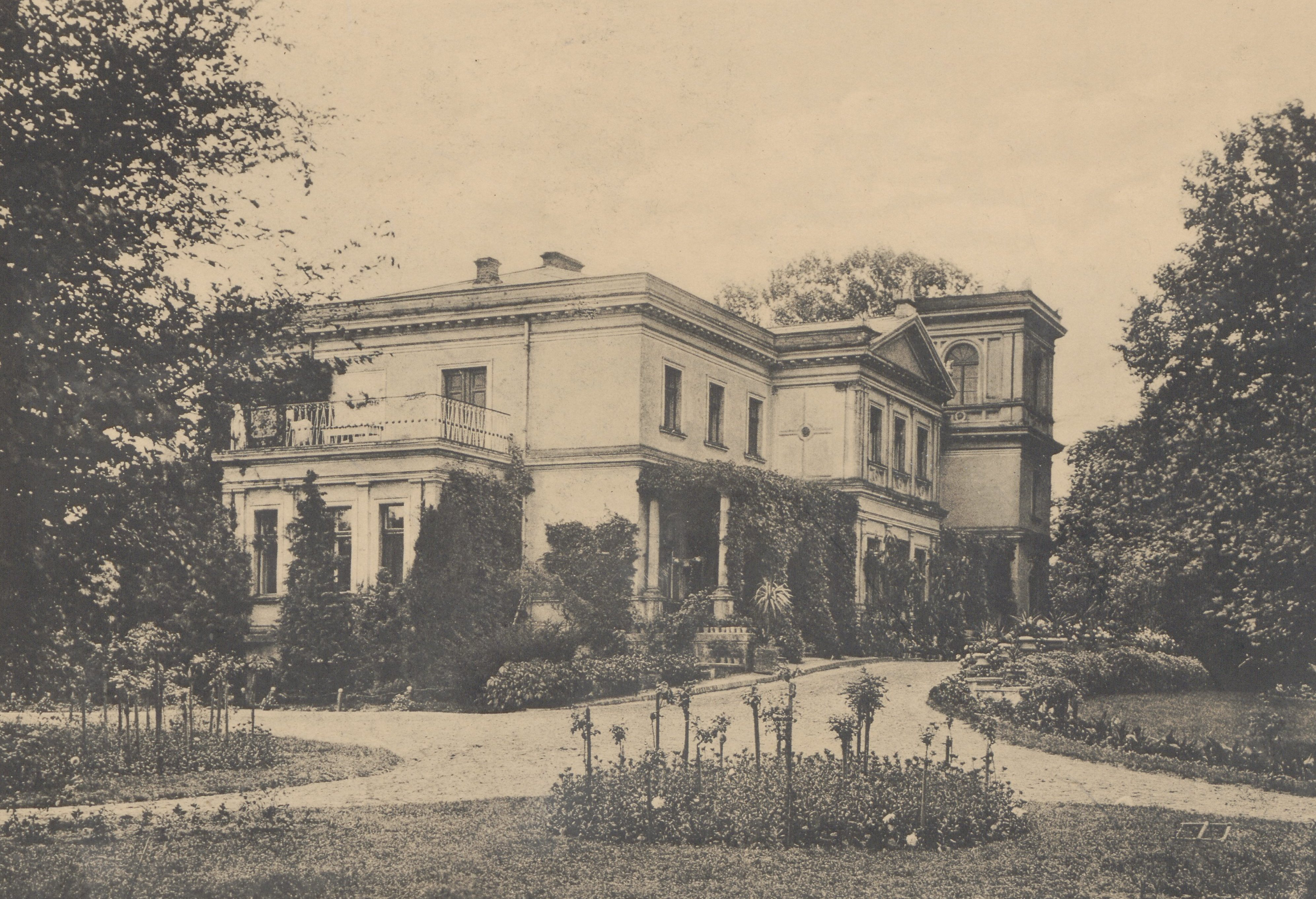
Widok pałacu przed 1912

Gorzyczki – wieś w Polsce położona na Równinie Kościańskiej, w województwie wielkopolskim, w powiecie kościańskim, w gminie Czempiń.
Skrajem miejscowości przebiega granica Parku Krajobrazowego im. gen. Dezyderego Chłapowskiego.

## Historia
W okresie Wielkiego Księstwa Poznańskiego (1815-1848) wzmiankowane były dwie miejscowości: Gorzyczki I i Gorzyczki II. Obie leżały w okręgu czempińskim pruskiego powiatu Kosten rejencji poznańskiej. Gorzyczki I stanowiły - wraz z Gorzycami - odrębny majątek, którego właścicielem był wówczas Edward Potworowski. Natomiast Gorzyczki II należały do majątku Gołembin (Stary Gołębin), którego właścicielem był wówczas Melchior Szołdrski. Według spisu urzędowego z 1837 roku Gorzyczki I liczyły 217 mieszkańców, którzy zamieszkiwali 24 dymy (domostwa). Z kolei Gorzyczki II liczyły 78 mieszkańców w 6 domach.
Pod koniec XIX wieku Gorzyczki liczyły 17 domów i 134 mieszkańców, wszyscy byli wyznania rzymskokatolickiego.
W latach 1954–1959 wieś należała i była siedzibą władz gromady Gorzyczki, po jej zniesieniu w gromadzie Czempiń. W latach 1975–1998 miejscowość administracyjnie należała do województwa poznańskiego. W 2009 wieś liczyła 254 mieszkańców.

## Zabytki
W Gorzyczkach znajduje się zabytkowy pałac z 1868, w stylu neorenesansowym, otoczony parkiem o pow. 4,2 ha z pomnikowymi drzewami. Zachował się także dworek z poł. XVIII wieku.